# Machteld Mulder
Machteld Anna Mulder (Wijdenes, 21 februari 1989) is een Nederlandse atlete, die gespecialiseerd is in de 800 m. Zij veroverde verschillende bronzen medailles op internationale jeugdkampioenschappen.

## Biografie

### Van ballet naar atletiek
Na een aantal jaren ballet stapte Machteld Mulder op twaalfjarige leeftijd over op atletiek. In het begin deed ze aan kogelstoten, maar toen dit niet wilde lukken, koos zij voor de loopnummers. In 2003 begon ze bij voormalig 800 meterkampioen Ton Baltus te trainen. In een paar weken tijd werd ze klaar gestoomd voor de NK junioren, waar zij als veertienjarige (!) bij de B-meisjes (leeftijdscat. 16/17 jaar) op de 800 m gelijk op een gedeelde tweede plaats eindigde. In de navolgende jaren won ze bij de B- en de A-jeugd op haar favoriete nummer meerdere malen de Nederlandse indoor- en outdoortitel.
Haar eerste internationale succes behaalde Mulder in 2005, toen zij op de 800 m een bronzen medaille won tijdens het European Youth Olympic Festival in Lignano. In 2006 werd ze in de halve finale van de wereldkampioenschappen voor junioren in Peking na een val en een finishtijd van 2.15,17 uitgeschakeld.

### Eerste hoogtepunt
In 2007 vestigde Machteld Mulder haar naam als middenafstandsloopster definitief. Allereerst werd zij op 1 juli in Amsterdam tijdens de Nederlandse kampioenschappen op de 800 m kampioene bij de vrouwen in 2.10,72. Vervolgens veroverde zij op de Europese kampioenschappen voor junioren in Hengelo in een persoonlijk record van 2.03,72 een bronzen medaille op diezelfde 800 m. Het was het voorlopige hoogtepunt uit haar nog jonge atletiekloopbaan, zoals ook bleek uit haar reactie na afloop: "Hier heb ik het hele jaar naar toe gewerkt. Ik wist dat ik goed was, maar een medaille overtreft mijn verwachtingen. Nu op naar het WK volgend jaar. Dan zal ik wel weer veel moeten groeien, want daar is de tegenstand nog veel sterker."

### Brons op het WJK
In 2008 liep Machteld Mulder meerdere malen de limiet die noodzakelijk was om mee te mogen doen aan de wereldkampioenschappen voor junioren in Bydgoszcz, Polen. Toen het in juli eenmaal zover was, liep de atlete uit Wijdenes zowel in de series als de halve finale naar de tweede plaats. Hiermee plaatste ze zich voor de finale. In die finale op 11 juli liep ze een tactisch sterke race, achterhaalde in een felle eindsprint haar directe tegenstandster op de finishlijn en sleepte al doende een bronzen medaille uit het vuur in de nieuwe persoonlijke recordtijd van 2.02,05. Ze is de vijfde Nederlandse vertegenwoordiger die dit ooit op een WJK presteerde.

### Vaste waarde

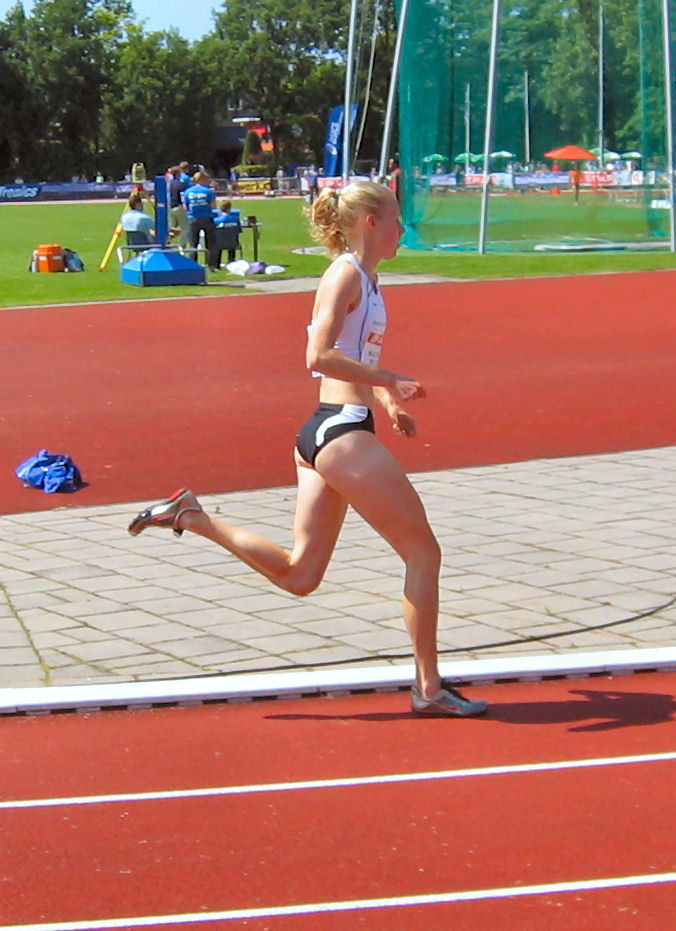
Machteld Mulder in actie tijdens de Gouden Spike '09 in Leiden.

Mulder is geen type dat met haar krachten smijt hetgeen, gezien haar leeftijd, geen onverstandige instelling is. Aan het begin van 2009 beperkte zij zich tijdens het indoorseizoen tot deelname aan de Nederlandse indoorkampioenschappen in het nieuwe Omnisportcentrum in Apeldoorn. In het kielzog van Yvonne Hak, die haar titel van 2008 prolongeerde, kwam de atlete uit Wijdenes tot een verdienstelijke 2.06,36, een persoonlijk indoorrecord. Vervolgens richtte zij zich weer op haar training en kwam zij in het buitenseizoen, na slechts één keer eerder een rol als 'haas' te hebben vervuld, pas weer in actie bij de wedstrijden om de Asics Gouden Spike, op 13 juni 2009 in Leiden. Daar liet zij zien, hoezeer zij inmiddels aan inhoud heeft gewonnen. In een 800 meterrace waarin zij in de Duitse Annett Horna en de Zweedse Sofia Oberg twee prima sparringpartners had, finishte een zeker niet uitgebluste Machteld Mulder in dezelfde tijd als winnares Horna (2.03,77) als tweede, gevolgd door Oberg in 2.04,13. In één klap kwalificeerde zij zich met deze prestatie, een van haar beste tijden ooit, voor de Europese kampioenschappen voor neo-senioren in Kaunas. Het Noord-Hollandse talent is hard op weg om een vaste waarde te worden op de Europese atletiekbanen.
In Kaunas kon Mulder de eerder in Leiden geleverde prestatie niet evenaren. In haar serie bleef zij met een derde plaats in 2.05,31 net buiten de finale, een forse teleurstelling na haar successen op dergelijke toernooien in voorafgaande jaren.

### Tweede nationale titel
Op de Nederlandse baankampioenschappen, in het eerste weekend van augustus, leek Mulder door de afwezigheid van de geblesseerde kampioene van 2008, Yvonne Hak, van tevoren al zeker van de titel. Onverwacht kreeg zij echter tegenstand te verduren van Susan Kuijken, reeds geselecteerd voor de wereldkampioenschappen in Berlijn, enkele weken later. Teneinde een confrontatie met concurrente Adriënne Herzog op haar favoriete nummer, de 1500 m, te vermijden, had Kuijken op de NK de 800 m verkozen. Mulder liet zich echter de kaas niet van het brood eten, versloeg Kuijken in de eindsprint en veroverde al doende haar tweede seniorentitel op dit nummer. Tijden: 2.07,38 om 2.07,88.
Machteld Mulder is lid van atletiekvereniging AV Hollandia.

### Privé
Machteld Mulder is op 28 januari 2020 moeder geworden van een zoon.

## Nederlandse kampioenschappen
| Onderdeel | Jaar       |
| --------- | ---------- |
| 800 m     | 2007, 2009 |

## Persoonlijke records
Outdoor
| Onderdeel | Prestatie | Datum           | Plaats    |
| --------- | --------- | --------------- | --------- |
| 400 m     | 54,92 s   | 1 juni 2008     | Groningen |
| 800 m     | 2.02,05   | 11 juli 2008    | Bydgoszcz |
| 1500 m    | 4.22,94   | 2 augustus 2008 | Amsterdam |
| 3000 m    | 10.16,25  | 25 april 2010   | Santpoort |

Indoor
| Onderdeel | Prestatie | Datum            | Plaats    |
| --------- | --------- | ---------------- | --------- |
| 400 m     | 55,33 s   | 17 februari 2007 | Gent      |
| 800 m     | 2.05,18   | 7 februari 2010  | Apeldoorn |

## Prestatie ontwikkeling
400 m
- 2003: -
- 2004: 57,93
- 2005: 55,92
- 2006: 55,92
- 2007: 55,33 (ind.)
- 2008: 54,92
- 2009: 55,60
- 2010: -
- 2011: 57,73 (ind.)

800 m
- 2003: 2.14,67
- 2004: 2.13,13
- 2005: 2.08,08
- 2006: 2.06,66
- 2007: 2.03,72
- 2008: 2.02.05
- 2009: 2.03,77
- 2010: 2.05,18 (ind.)
- 2011: 2.06,31
- 2012: -
- 2013: 2.08,07

## Palmares

### 400 m
- 2007:  NK indoor - 55,33 s

### 800 m
- 2005:  EYOF - 2.09,39
- 2006: ½ fin. WJK - 2.15,17 (val)
- 2007:  NK - 2.10,72
- 2007:  EJK - 2.03.72
- 2008:  WJK - 2.02,05
- 2009:  NK indoor - 2.06,36
- 2009: 3e in serie EK U23 - 2.05,31
- 2009:  NK - 2.07,38
- 2010:  NK indoor - 2.05,18
- 2010:  NK - 2.08,54
- 2011:  NK - 2.06,31

### veldlopen
- 2010: 6e Warandeloop (korte cross = 2000 m) - 6.13
- 2011: 5e NK te Tilburg (Warandeloop) (korte afstand = 2500 m) - 8.18